# Manuel (énekes)
Gödöllei Emánuel, művésznevén Manuel vagy MNLSide (Budapest, 2000. július 11. –) Fonogram díjas magyar rapper, énekes és dalszerző.

## Pályafutása
Manuel zenei karrierje előtt köztörvényes bűncselekményt valósított meg, mikor 2017. október 9-én két társával ellopta a Noé Állatotthon Alapítvány adományperselyét. A lopást felvették a térfigyelőkamerák, ezért az elkövetőket hamar előállították, majd egyenként húszezer forint megfizetésére és 50 óra közmunkára büntették őket. Az alapítvány 6 évvel későbbi közlése szerint viszont Manuel és társai azóta sem kártalanították őket, csupán ígéretek hangoztak el. 2023. október 19-re visszafizette az ellopott pénzt az alapítványnak, amit még egy „gáláns összegű” adománnyal is megtoldott, majd azt is közölte, hogy az alapítvány támogatója kíván lenni a jövőben. Korábban pedig azért nem jelentkezett az alapítványnál, mert állítólag „nem tudta, miként rendezze az általa okozott kárt”.
2019-ben jelentkezett az RTL Klub X-Faktor című tehetségkutató műsorának kilencedik évadába, ahol már a válogatóban saját dallal mutatkozott be Messziről jöttem címmel. Bemutatkozó kislemezeként az első adás estjén, október 5-én megjelent az iTunes-on digitális letöltésként a Gold Record kiadó gondozásában, majd elérhetővé vált a streaming-szolgáltatók kínálatában is. A dal a 9. helyen debütált a Mahasz hivatalos magyar kislemezeladási listáján, míg a 7. helyen nyitott a Stream Top 40-en. A Messziről jöttemet Manuel elmondása szerint nehéz családi helyzete inspirálta, és hivatalos videóklipjét megjelenése óta több mint tízmillió alkalommal tekintették meg a YouTube-on.
Később a Mentorok házában mutatta be Ketten címmel második kislemezét, amellyel sikerült bejutnia az X-Faktor élő adásába. A Ketten szintén már az adást követően hivatalosan is kiadásra került, és újabb sikert jelentett Manuel számára, mivel a 11. helyen nyitott a Mahasz Single (track) Top 40 listáján, míg a legtöbbet streamelt dalokat felvonultató slágerlistán pedig a 9. helyen debütált. Manuel ezt követően ByeAlex mentori segítségével szerepelt a műsorban, ahol az élő adások során Mint egy filmben, Anyu büszke és Kicsi lány című dalaival sikerült bebiztosítania továbbjutását. A műsor elődöntőjében sztárfellépőkkel duettezhettek a versenyzők, Manuel pedig Kállay-Saunders Andrással adta elő a Téged című közös szerzeményüket, amelyet ebből az alkalomból készítettek el. Habár a zsűri pozitívan értékelte a dalt, Manuel a 4. élő adásban kiesett a versenyből. Az X-Faktor döntőjében bejelentették, hogy a Sziget Fesztivál szakmai stábja őt választotta a 12 élő showba jutott versenyző közül, hogy felléphessen a 2020-as rendezvényen. 2019 decemberében Élőshow Turné címmel országos koncertsorozatra indult.
2020-ban Az év felfedezettje és Az év hazai rap vagy hip-hop albuma vagy hangfelvétele kategóriákban Fonogram díjra jelölték. 2020 januárjában közreműködött egykori mentora, ByeAlex együttesének, a ByeAlex és a Sleppnek a Merülök című dalában. Az X-Faktort követő első saját dala 2020 márciusában jelent meg Elegem van címmel, amelyet élete azon időszaka inspirált, mikor különféle fizikai munkákat végzett. Következő kislemezében, az Átmennékben újra ByeAlexszel dolgozott együtt, aki ezúttal Apu művésznéven jelenik meg, videóklipjét pedig ByeAlex születésnapi buliján forgatták. A Joy magazin Manuelt választotta a Social Media Award 2020-as #berobbanó kategóriájának győztesének. Közreműködött a Való Világ tizedik szériájának új főcímdalában, a Pörög az életben. A 2010-es negyedik évad dalát Lotfi Begi dolgozta fel, Manuel mellett pedig Binkhy is énekel benne.
2020-ban Valkusz Milánnál közreműködött a Miért játszol?-ban, majd a VALMAR Visz a vérem nevezetű track-jében is szöveget vállalt. Ősszel jelent meg a T. Danny-vel közös Talán című kislemeze, amely az első helyre került a Mahasz Stream Top 40 elnevezésű slágerlistáján. Közreműködött még ebben az évben az X-Faktor mentoraként is ismert Dallos Bogival a Benned él című dalban. Részt vett az RTL Klub Álarcos énekes című zenés show-műsorának második évadában, ahol a Baba maszkot viselte, és a műsor 13. adásában, negyedik helyezettként esett ki. Ebben a műsorban való szereplése inspirálta következő kislemezét, amely a Baby címet kapta.
2021-ben egy saját száma debütált összesen, ami a Telepi srácok a VALMAR egyik tagjával, de a duó Éget a nap című zenéjében is kulcsszerepet kapott, amiből kifolyólag Fonogram-díjas művésszé vált. Írt még rímeket Missh, ByeAlex, Bruno x Spacc zenéibe és az X-Faktor tizedik évadának elődöntőjében debütált a jubileumi évad későbbi győztesével, ALEE-val közös dala, a Deja Vu.
2022-ben hozta nyilvánosságra a Zombit, az első dalt az Idegen című nagylemezéről, mellyel sikerült az X-Faktoros zenéi és a Talán című slágere után ismét átütő sikert aratnia. Ezek után érkezett a szintén nagy sikereket elért Balenciaga, majd ősszel a nyári hangulatú Palvin és az ezzel együtt érkező, szintén nyárias, Hajnalokig. Karácsony előtt 5 nappal adta ki a várva-várt Popstar-t.
2023-ban adta ki az első nagylemezét, az Idegen-t, ami nemzetközileg is mérhető figyelmet kapott. Májusban kiderült, hogy ő lesz a The Voice második évadának egyik coacha.
2024-ben átigazolt az Astro Music zene kiadóhoz.

## Diszkográfia

### Nagylemezek
| Év   | Album                                       | Legmagasabb helyezés     | Minősítés          |
| Év   | Album                                       | Album Top 40 slágerlista | Minősítés          |
| ---- | ------------------------------------------- | ------------------------ | ------------------ |
| 2023 | Idegen - Megjelenés: 2023. február 2.       | 6                        | 5x-ös platinalemez |
| 2025 | Orgonabokor - Megjelenés: 2025. február 14. | 1                        |                    |

### Középlemezek
| Év   | Album                                         | Legmagasabb helyezés     | Minősítés    |
| Év   | Album                                         | Album Top 40 slágerlista | Minősítés    |
| ---- | --------------------------------------------- | ------------------------ | ------------ |
| 2022 | Idegen, Vol. 1. - Megjelenés: 2022. június 6. | –                        |              |
| 2024 | Torz - Megjelenés: 2024. április 16.          | 3                        | Platinalemez |

### Kislemezek
| Év   | Dal                                    | Legmagasabb helyezés | Legmagasabb helyezés | Legmagasabb helyezés | Legmagasabb helyezés | Legmagasabb helyezés | Legmagasabb helyezés | Legmagasabb helyezés | Minősítések        |
| Év   | Dal                                    | Mahasz               | Mahasz               | Mahasz               | Mahasz               | Mahasz               | Mahasz               | Billboard            | Minősítések        |
| Év   | Dal                                    | Rádiós Top 40        | Editors' Choice      | Magyar Rádiós Top 40 | Dance Top 40         | Single Top 40        | Stream Top 40        | Hungary Songs        | Minősítések        |
| ---- | -------------------------------------- | -------------------- | -------------------- | -------------------- | -------------------- | -------------------- | -------------------- | -------------------- | ------------------ |
| 2019 | Messziről jöttem                       | -                    | -                    | -                    | -                    | 6                    | 3                    | -                    | 2×-es platinalemez |
| 2019 | Ketten                                 | -                    | -                    | -                    | -                    | 5                    | 2                    | -                    | 2×-es platinalemez |
| 2019 | Mint egy filmben                       | -                    | -                    | -                    | -                    | 3                    | 2                    | -                    | 3×-os platinalemez |
| 2019 | Anyu büszke                            | -                    | -                    | -                    | -                    | 5                    | 6                    | -                    | Platinalemez       |
| 2019 | Kicsi lány                             | -                    | -                    | -                    | -                    | 5                    | 2                    | -                    | 2×-es platinalemez |
| 2019 | Téged (közreműködik Kállay Saunders)   | -                    | -                    | -                    | -                    | 16                   | 20                   | -                    |                    |
| 2020 | Elegem van                             | -                    | -                    | -                    | -                    | -                    | -                    | -                    |                    |
| 2020 | Átmennék (közreműködik Apu)            | -                    | -                    | -                    | -                    | -                    | -                    | -                    |                    |
| 2020 | Talán (T. Danny-vel)                   | -                    | -                    | -                    | -                    | 17                   | 1                    | -                    | Platinalemez       |
| 2020 | Baby                                   | -                    | -                    | -                    | -                    | -                    | -                    | -                    |                    |
| 2021 | Telepi srácok (M Ricch-csel)           | -                    | -                    | -                    | -                    | -                    | -                    | -                    |                    |
| 2021 | Éget a nap (a VALMAR-ral)              | 37                   | -                    | -                    | -                    | 7                    | 5                    | 23                   | 7×-es platinalemez |
| 2021 | Rossz esték (a ByeAlex és a Slepp-pel) | -                    | -                    | -                    | -                    | 14                   | 1                    | 13                   | 3×-os platinalemez |
| 2021 | Deja vu (ALEE x Manuel dal)            | -                    | -                    | -                    | -                    | 24                   | 3                    | 23                   | 3×-os platinalemez |
| 2022 | Zombi                                  | -                    | -                    | -                    | -                    | 3                    | 1                    | 1                    | 6×-os platinalemez |
| 2022 | Balenciaga                             | -                    | -                    | -                    | -                    | -                    | 4                    | 5                    |                    |
| 2022 | Ne haragudj rám… (BSW & Manuel dal)    | -                    | -                    | -                    | -                    | 9                    | 9                    | 8                    |                    |
| 2022 | Palvin (a VALMAR-ral)                  | -                    | -                    | -                    | -                    | 19                   | 6                    | 12                   |                    |
| 2022 | Hajnalokig (a VALMAR-ral)              | -                    | -                    | -                    | -                    | -                    | 8                    | 19                   |                    |
| 2022 | Popstar                                | 40                   | -                    | -                    | -                    | 6                    | 2                    | 2                    |                    |
| 2023 | Toxic (Azahriah-val)                   | -                    | -                    | -                    | -                    | 13                   | 5                    | 4                    |                    |
| 2023 | Vigyázz                                | -                    | -                    | -                    | -                    | -                    | 8                    | 6                    |                    |
| 2023 | Aura                                   | -                    | -                    | -                    | -                    | 17                   |                      | 16                   |                    |
| 2024 | Tiara                                  | -                    | -                    | -                    | -                    | 1                    | 1                    |                      |                    |
| 2024 | Voodoo Baba (közreműködik Moriones)    | -                    | -                    | 40                   | -                    | 1                    | 1                    |                      |                    |
| 2024 | Need U (Puha)                          | -                    | -                    | -                    | -                    | 6                    | 8                    |                      |                    |
| 2025 | Orgonabokor                            | -                    | -                    | -                    | -                    | 1                    | 1                    |                      |                    |
| 2025 | Miért vonz jobban az ősz               | -                    | -                    | -                    | -                    | 16                   | 14                   |                      |                    |
| 2025 | Demo                                   | -                    | -                    | -                    | -                    | 4                    | 4                    |                      |                    |

### Egyéb slágerlistás dalok
| Év   | Dal                                                           | Legjobb helyezés | Legjobb helyezés       | Legjobb helyezés     | Legjobb helyezés | Legjobb helyezés | Legjobb helyezés | Legjobb helyezés | Album                    |
| Év   | Dal                                                           | Mahasz           | Mahasz                 | Mahasz               | Mahasz           | Mahasz           | Mahasz           | Billboard        | Album                    |
| Év   | Dal                                                           | Rádiós Top 40    | Editors' Choice Top 40 | Magyar Rádiós Top 40 | Dance Top 40     | Single Top 40    | Stream Top 40    | Hungary Songs    | Album                    |
| ---- | ------------------------------------------------------------- | ---------------- | ---------------------- | -------------------- | ---------------- | ---------------- | ---------------- | ---------------- | ------------------------ |
| 2022 | Fiatal és őrült (közreműködik M Ricch)                        | -                | -                      | -                    | -                | -                | 10               | 12               | Idegen, Vol. 1. / Idegen |
| 2022 | Sajnálom                                                      | -                | -                      | -                    | -                | -                | 18               | -                | Idegen, Vol. 1. / Idegen |
| 2022 | Terapeuta                                                     | -                | -                      | -                    | -                | -                | 7                | 8                | Idegen, Vol. 1. / Idegen |
| 2023 | Idegen                                                        | -                | -                      | -                    | -                | -                | 3                | 5                | Idegen                   |
| 2023 | Legnagyobb Rapper / Lamborghini Álmok (közreműködik T. Danny) | -                | -                      | -                    | -                | -                | 11               | 10               | Idegen                   |
| 2023 | Balenciaga, Pt. 2 (közreműködik Figura és Ekhoe)              | -                | -                      | -                    | -                | -                | -                | 17               | Idegen                   |
| 2023 | Hosszú út (közreműködik Young Fly)                            | -                | -                      | -                    | -                | -                | 21               | 23               | Idegen                   |
| 2023 | Legenda (közreműködik Ekhoe)                                  | -                | -                      | -                    | -                | -                | 12               | 11               | Idegen                   |
| 2023 | 3 Nap                                                         | -                | -                      | -                    | -                | -                | 9                | 8                | Idegen                   |
| 2023 | Rossz kéz                                                     | -                | -                      | -                    | -                | -                | 14               | 15               | Idegen                   |
| 2023 | 21                                                            | -                | -                      | -                    | -                | -                | 17               | 19               | Idegen                   |
| 2023 | 100 Hiba                                                      | -                | -                      | -                    | -                | -                | 1                | 3                | Idegen                   |
| 2023 | Utolsó dal                                                    | -                | -                      | -                    | -                | -                | 7                | 7                | Idegen                   |
| 2023 | Rendben, Pt.2 (Mihályfi Lucával)                              | -                | -                      | -                    | -                | -                | 16               | 21               | Idegen                   |
| 2024 | Szabotázs                                                     | -                | -                      | -                    | -                | 15               |                  | 15               | Torz                     |
| 2024 | Badman                                                        | -                | -                      | -                    | -                | 26               | -                |                  | Torz                     |
| 2024 | Doktor (Torz)                                                 | -                | -                      | -                    | -                | 5                | 6                |                  | Torz                     |
| 2025 | Ringass el                                                    | -                | -                      | -                    | -                | 31               | -                | Orgonabokor      |                          |
| 2025 | Mindenen túl                                                  | -                | -                      | -                    | -                | 23               | 24               | Orgonabokor      |                          |
| 2025 | Entitás (közreműködik Dzsúdló)                                | -                | -                      | -                    | -                | 5                | 6                | Orgonabokor      |                          |
| 2025 | Para                                                          | -                | -                      | -                    | -                | 10               | 8                | Orgonabokor      |                          |
| 2025 | Nosztalgia                                                    | -                | -                      | -                    | -                | 3                | 1                | Orgonabokor      |                          |

### Közreműködések
| Év   | Dal                                                              | Legjobb helyezés | Legjobb helyezés       | Legjobb helyezés     | Legjobb helyezés | Legjobb helyezés | Legjobb helyezés | Legjobb helyezés | Album                  |
| Év   | Dal                                                              | Mahasz           | Mahasz                 | Mahasz               | Mahasz           | Mahasz           | Mahasz           | Billboard        | Album                  |
| Év   | Dal                                                              | Rádiós Top 40    | Editors' Choice Top 40 | Magyar Rádiós Top 40 | Dance Top 40     | Single Top 40    | Stream Top 40    | Hungary Songs    | Album                  |
| ---- | ---------------------------------------------------------------- | ---------------- | ---------------------- | -------------------- | ---------------- | ---------------- | ---------------- | ---------------- | ---------------------- |
| 2019 | Nem elég (X-Faktor 2019 - TOP12 - Közös dal)                     | -                | -                      | -                    | -                | -                | -                | -                | Nem jelent meg albumon |
| 2020 | Merülök (ByeAlex és a Slepp dal, közreműködik Manuel)            | -                | -                      | -                    | -                | 13               | 10               | -                | Rehab                  |
| 2020 | Puma (Figura dal, közreműködik Manuel)                           | -                | -                      | -                    | -                | -                | -                | -                | Nem jelent meg albumon |
| 2020 | Miért játszol? (Milo dal, közreműködik Manuel)                   | -                | -                      | -                    | -                | -                | -                | -                | Nem jelent meg albumon |
| 2020 | Visz a vérem (Valmar dal, közreműködik Bruno X Spacc vs. Manuel) | -                | -                      | -                    | -                | 15               | 9                | -                | Nem jelent meg albumon |
| 2020 | Pörög az élet (Lotfi Begi x Binkhy dal, közreműködik Manuel)     | -                | -                      | -                    | -                | -                | -                | -                | Nem jelent meg albumon |
| 2020 | Benned él (Dallos Bogi dal, közreműködik Manuel)                 | -                | -                      | -                    | -                | -                | -                |                  | Nem jelent meg albumon |
| 2021 | Viseld (HRflow dal, közreműködik Rácz Gergő és Manuel)           | -                | -                      | -                    | -                | 22               | -                | -                | Nem jelent meg albumon |
| 2021 | Hányszor (Binkhy dal, közreműködik Burai és Manuel)              | -                | -                      | -                    | -                | -                | -                | -                | Nem jelent meg albumon |
| 2021 | Cella (Bruno x Spacc dal, közreműködik Manuel)                   | -                | -                      | -                    | -                | 34               | 12               | -                | Nem jelent meg albumon |
| 2021 | Bomba (AKC Misi dal, közreműködik Manuel)                        | -                | -                      | -                    | -                | -                | -                | -                | Vivien (Misi Deluxe)   |
| 2021 | Nem bánom (Mynea x Manuel dal)                                   | -                | -                      | -                    | -                | -                | -                | -                | Nem jelent meg albumon |
| 2021 | Eltaszít (frendz dal, közreműködik Sofi és Manuel)               | -                | -                      | -                    | -                | 36               | 24               | -                | Nem jelent meg albumon |
| 2021 | Ments meg (Missh dal, közreműködik Manuel)                       | -                | -                      | -                    | -                | 24               | 23               | -                | Nem jelent meg albumon |
| 2021 | Lassított felvétel (Bruno x Spacc dal, közreműködik Manuel)      | -                | -                      | -                    | -                | -                | -                | -                | Paranoia               |
| 2022 | Yoga (T. Danny dal, közreműködik Manuel)                         | -                | -                      | -                    | -                | 9                | 2                | 2                | Nem jelent meg albumon |
| 2023 | Szeretsz-e (T. Danny dal, közreműködik Manuel)                   | -                | -                      | -                    | -                | -                | 5                | 5                | AZ ALBUM               |

## Televízió

### Televíziós szerepei
| Év    | Műsor                    | Csatorna | Szerep    |
| ----- | ------------------------ | -------- | --------- |
| 2019  | X-Faktor                 | RTL Klub | Versenyző |
| 2023- | The Voice (Magyarország) | RTL      | Coach     |

## Díjak és jelölések

### Fonogram díj
| Év   | Jelölés                                                                                  | Díj                                                    | Eredmény |
| ---- | ---------------------------------------------------------------------------------------- | ------------------------------------------------------ | -------- |
| 2020 | Manuel                                                                                   | Az év felfedezettje                                    | Jelölve  |
| 2020 | Manuel - Messziről jöttem / Mint egy filmben / Anyu büszke / Ketten / Kicsi lány / Téged | Az év hazai rap vagy hip-hop albuma vagy hangfelvétele | Jelölve  |
| 2022 | VALMAR x Manuel - Éget a nap                                                             | Az év hangfelvétele                                    | Elnyerte |

### Joy Social Media Award
| Év   | Jelölés | Díj                  | Eredmény |
| ---- | ------- | -------------------- | -------- |
| 2020 | Manuel  | #berobbanó kategória | Elnyerte |